# Prix Lumière/Beste Nachwuchsdarstellerin

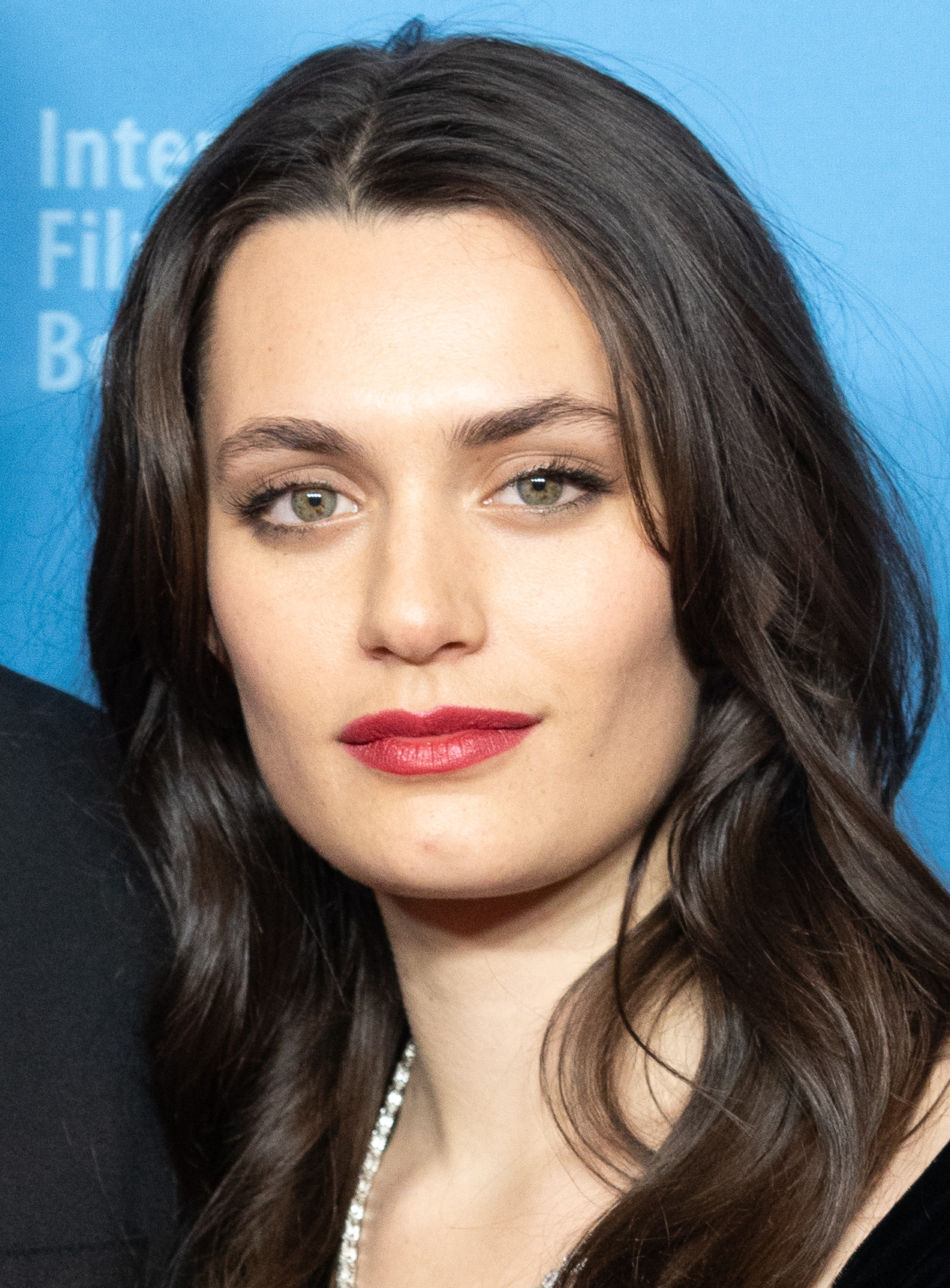
Preisträgerin 2024: Die Schweizerin Ella Rumpf (Die Gleichung ihres Lebens)

Der Prix Lumière in der Kategorie Beste Nachwuchsdarstellerin (Meilleur espoir féminin) wird seit dem Jahr 2000 verliehen. Die französische Auslandspresse vergibt seit 1996 alljährlich ihre Auszeichnungen für die besten Filmproduktionen und Filmschaffenden rückwirkend für das vergangene Kinojahr.
In zehn Fällen stimmte die prämierte Nachwuchsdarstellerin mit der späteren César-Gewinnerin überein, zuletzt 2024 mit der Preisvergabe an Ella Rumpf (Le théorème de Marguerite). Seriensiegerinnen blieben im Gegensatz zur Darsteller-Kategorie bisher aus.
| Jahr | Preisträgerin                                                                          | Originaltitel                               | Deutscher Titel                                      |
| ---- | -------------------------------------------------------------------------------------- | ------------------------------------------- | ---------------------------------------------------- |
| 2000 | Audrey Tautou*                                                                         | Venus beauté (Institut)                     | Schöne Venus                                         |
| 2001 | Isild Le Besco                                                                         | Sade                                        | Sade                                                 |
| 2002 | Rachida Brakni*                                                                        | Chaos                                       | Chaos                                                |
| 2003 | Cécile de France*                                                                      | L’auberge espagnole                         | L’auberge espagnole                                  |
| 2004 | Sasha Andres                                                                           | Elle est des nôtres                         | Elle est des nôtres                                  |
| 2005 | Marilou Berry                                                                          | Comme une image                             | Schau mich an!                                       |
| 2005 | Lola Naymark                                                                           | Brodeuses                                   | Die Perlenstickerinnen                               |
| 2006 | Fanny Valette                                                                          | La petite Jérusalem                         | Mein kleines Jerusalem                               |
| 2007 | Mélanie Laurent*                                                                       | Je vais bien, ne t’en fais pas              | Keine Sorge, mir geht’s gut                          |
| 2008 | Hafsia Herzi*                                                                          | La graine et le mulet                       | Couscous mit Fisch                                   |
| 2009 | Nora Arnezeder                                                                         | Faubourg 36                                 | Paris, Paris – Monsieur Pigoil auf dem Weg zum Glück |
| 2010 | Pauline Étienne                                                                        | Qu’un seul tienne et les autres suivront    | Erst einer, dann alle                                |
| 2011 | Yahima Torres                                                                          | Vénus noire                                 | Vénus noire                                          |
| 2012 | Alice Barnole, Adèle Haenel, Céline Sallette                                           | L’Apollonide – souvenirs de la maison close | Haus der Sünde                                       |
| 2013 | Judith Chemla, Julia Faure, India Hair                                                 | Camille redouble                            | Camille – Verliebt nochmal!                          |
| 2014 | Adèle Exarchopoulos*                                                                   | La vie d’Adèle                              | Blau ist eine warme Farbe                            |
| 2015 | Louane Emera*                                                                          | La famille Bélier                           | Verstehen Sie die Béliers?                           |
| 2016 | Güneş Nezihe Şensoy, Doğa Zeynep Doğuşlu, Tuğba Sunguroğlu, Ilayda Akdoğan, Elit Işcan | Mustang                                     | Mustang                                              |
| 2017 | Oulaya Amamra*, Déborah Lukumuena                                                      | Divines                                     | Divines                                              |
| 2018 | Lætitia Dosch                                                                          | Jeune femme                                 | Bonjour Paris                                        |
| 2019 | Ophélie Bau                                                                            | Mektoub, my love: canto uno                 | Mektoub, My Love: Canto Uno                          |
| 2020 | Nina Meurisse                                                                          | Camille                                     | Camille                                              |
| 2021 | Noée Abita                                                                             | Slalom                                      | Slalom                                               |
| 2022 | Agathe Rousselle                                                                       | Titane                                      | Titane                                               |
| 2023 | Nadia Tereszkiewicz*                                                                   | Les Amandiers                               | Forever Young                                        |
| 2024 | Ella Rumpf*                                                                            | Le théorème de Marguerite                   | Die Gleichung ihres Lebens                           |
| 2025 | Ghjuvanna Benedetti                                                                    | Le royaume                                  | Le royaume                                           |

* = Schauspielerinnen, die für ihre Rolle später den César als beste Nachwuchsdarstellerin des Jahres gewannen